# Нийт
Вижте пояснителната страница за други значения на Нийт.
Нийт (на английски: Neath; на уелски: Castell-nedd, Кастел-нѐд, на уелски се произнася по-близко до Кастехъл-нѐд) е град в Южен Уелс, графство Нийт Порт Толбът. Разположен е около долното течение на река Нийт на около 4 km от устието ѝ в залива Суонзи Бей. Намира се на около 30 km на северозапад от столицата Кардиф. Архитектурна забележителност са руините на замъка Нийт Касъл. Населението му е 19 258 жители според данни от преброяването през 2011 г.

## Спорт
Представителният футболен отбор на града се казва АФК Нийт Атлетик. Дългогодишен участник е в Уелската Висша лига.